# Хайдграбен
Хайдграбен (нем. Heidgraben) — община в Германии, в земле Шлезвиг-Гольштейн. 
Входит в состав района Пиннеберг. Подчиняется управлению Морреге.  Население составляет 2419 человек (на 31 декабря 2010 года). Занимает площадь 5,37 км².